# Asplenium fibrillosum
Asplenium fibrillosum là một loài thực vật có mạch trong họ Aspleniaceae. Loài này được Pringle & Davenp. miêu tả khoa học đầu tiên năm 1896.